# Santa Cruz de la Mar Pequeña
Santa Cruz de la Mar Pequeña o Puerto Cansado fue un establecimiento castellano fundado en 1478 y abandonado en 1527 situado en la laguna litoral de Naila en Ajfennir en Tarfaya, Marruecos.

## Topónimo
Desde el XV aparece en la cartografía histórica como Mar Pequeña o Mar Pequena en portugués. Otras denominaciones son Puerto Cansado, Boca del Río o laguna de Naila.

## Historia
Dentro de las disputas con el imperio portugués, la costa africana —llamada Berbería— era reclamada desde el siglo XIV por los reyes de Castilla, arguyendo la pertenencia de la antigua Mauritania Tingitana a Hispania. Desde Ceuta a Santa Cruz de Cabo de Gué (Agadir) las plazas y fortalezas del imperio portugués jalonaron la costa occidental. En 1463 Enrique IV concedió el señorío de las tierras entre el cabo de Aguer y el cabo Bojador a Diego García de Herrera, señor de las islas Canarias. Desde Canarias se comenzaron a organizar periódicamente (desde aproximadamente 1467) incursiones de saqueo en la región llamadas cabalgadas.
La torre del establecimiento permanente de Santa Cruz de la Mar Pequeña fue construida por Diego García de Herrera en 1478, en una expedición que partió de Lanzarote. Se trataba de una torre fortificada que servía como defensa de la factoría pesquera establecida en la bahía navegable y motivada por los buenos caladeros próximos. Sus alcaides fueron Alonso de Cabrera y Jofre Tenorio. En 1485 tras la muerte de Herrera la torre fue abandonada por lo costoso de su mantenimiento.
El 29 de marzo de 1496 los Reyes Católicos ordenaron a Alonso Fajardo, gobernador de Gran Canaria, levantar una nueva torre en la Mar Pequeña, con carácter de realengo. La nueva torre mantenía una pequeña guarnición fija y servía como factoría comercial. Para favorecer el comercio con las tribus bereberes locales Fajardo solicitó a los reyes la prohibición de la organización de cabalgadas en el territorio adyacente a la torre. Los Reyes Católicos aceptaron la petición, emitiendo cartas de seguro amparando el comercio de los moros con el asentamiento.
A Fajardo le sucedió Lope Sánchez de Valenzuela como gobernador de Gran Canaria, quien en 1499 consiguió la sumisión de las tribus que formaban el Reino de Bu-Tata, al norte de Santa Cruz de la Mar Pequeña. En noviembre de 1505 el Consejo Real volvió a permitir las cabalgadas. Ese año los comerciantes portugueses mandan construir la fortaleza de Santa Cruz de Cabo de Gué (Agadir), para la defensa de sus intereses. Castilla reconoció en 1509, mediante la Capitulación de Cintra, la soberanía de Portugal en los territorios norteafricanos de la costa atlántica exceptuando el de la Mar Pequeña. En julio de 1517 se produce un ataque contra el asentamiento por parte de las tribus bereberes. La torre termina siendo tomada y parcialmente incendiada a principios de agosto de ese mismo año. Días después, Hernán Darias de Saavedra, señor de Lanzarote, recupera la fortaleza y prepara su reconstrucción. Con la llegada de Carlos I, la torre se entrega a Francisco de Vargas y a Luis Zapata, dos cortesanos del rey que a su vez la traspasan a sus hijos, Diego de Vargas y Juan de Chaves. En 1524 las tribus locales se unieron de nuevo para atacar la torre. Como la vez anterior fue tomada y se envió un expedición para recuperarla y reconstruirla. Quedó como alcaide Luis de Aday, que pocos meses después volvería a perder la torre en otro ataque de los bereberes. Después de este último ataque, la torre no volvió a ser reconstruida y el lugar quedó paulatinamente abandonado. Su jurisdicción pasó de nuevo a los gobernadores de Gran Canaria, hasta 1527, cuando se dejan de tener registros del asentamiento.
El atlas de 1635 de  Blaeu Van der Hem la sitúa erróneamente al norte de la actual Agadir en su "Landkarte der Königreiche Fez und Marokko"
En 1764 el británico George Glas se atribuyó el descubrimiento de Mar Pequeña, y con la pretensión de fundar una factoría pesquera  llamando al lugar Port Hillsborough, realizó un trato con las tribus locales para ceder el lugar a la corona Británica. Ese mismo año, fue detenido en Tenerife por fraude a la Hacienda Real por los derechos históricos españoles sobre el territorio. El efímero proyecto de Glas fue abandonado totalmente en 1765 por el ataque de las tribus locales.
En 1860, tras la victoria de España en la guerra de África, el tratado de Wad-Ras concedía España un territorio para el establecimiento de una pesquería en la ubicación del antiguo asentamiento:

Art. 8.° S. M. marroquí se obliga á conceder á perpetuidad á S. M. Católica en la costa del Océano, junto á Santa Cruz la Pequeña, el territorio suficiente para la formación de un establecimiento de pesquería, como el que España tuvo allí antiguamente.

Para llevar á efecto lo convenido en este artículo, se pondrán previamente de acuerdo los gobiernos de S. M. Católica y Su Majestad marroquí, los cuales deberán nombrar comisionados por una y otra para señalar el terreno y los límites que deba tener el referido establecimiento.
Tratado de paz entre España y Marruecos.

Por intereses políticos, apoyados en diferentes interpretaciones de la histórica ubicación de Santa Cruz de la Mar Pequeña (Pelayo Alcalá Galiano, Emile Renou, Antonio María Manrique o Fernández Duro) se identificó ésta erróneamente con Ifni. Ifni era un lugar situado más al norte y que no reunía las condiciones para el establecimiento de una pesquería, por encontrarse en una costa agreste. En 1883 Marruecos y España establecen Ifni como ubicación del antiguo asentamiento. En el Tratado de Fez entre España y Francia de 1912 se confirma la localización de Santa Cruz de la Mar Pequeña en Ifni.
En 1958, tras la guerra de Ifni y por el acuerdo de Cintra, la zona sur del Protectorado español de Marruecos (Cabo Juby) fue cedida a Marruecos. En 1960 se creó la reserva natural que ha dado lugar al parque nacional Khenifiss.
De 2017 data el proyecto Arqueología de un Patrimonio Compartido para la rehabilitación de las torres de Santa Cruz de la Mar Pequeña y San Miguel de Asaca (Esbuia) financiado por Marruecos, Canarias y la iniciativa privada.

## Descripción
Del establecimiento del siglo XV únicamente se conservan restos de la torre defensiva de Santa Cruz. Aunque lo largo de los años las mareas litorales y de la laguna de Naila la habían sumergido, en la actualidad se encuentra en tierra firme, en la orilla norte de la de la laguna de Naila. En 2011 las autoridades de Ajfennir desenterraron los muros de planta cuadrada de 8,3 metros de lado de la torre conocidos localmente como Agouitir. Posteriormente la arena del desierto volvió a cubrir los restos de la torre.